# 베주 항등식
수론에서 베주 항등식(영어: Bézout’s identity)은 두 정수의 최대공약수를 원래 두 수의 배수의 합으로 나타낼 수 있다는 정리다.

## 정의
주 아이디얼 정역 {\displaystyle R} 속의 원소 {\displaystyle a,b\in R}가 주어졌고, {\displaystyle d}가 {\displaystyle a}와 {\displaystyle b}의 최대공약수의 하나라고 하자.
그렇다면, 다음 등식을 성립하게 하는 원소 {\displaystyle m,n\in R}가 존재한다.
{\displaystyle ma+nb=d}
증명:
{\displaystyle R}가 주 아이디얼 정역이라고 하고, {\displaystyle a,b\in R}라고 하며 {\displaystyle d\in R}가 그 최대공약수의 하나라고 하자. {\displaystyle R}가 주 아이디얼 정역이므로 {\displaystyle Ra+Rb}는 주 아이디얼이다. 즉,
{\displaystyle Ra+Rb=Rc}
인 {\displaystyle c\in R}가 존재한다. 최대공약수의 정의에 따라
{\displaystyle Ra+Rb\subset Rd\subset Rc=Ra+Rb}
이다. 따라서
{\displaystyle Ra+Rb=Rd}
이며,
{\displaystyle ma+nb=d}
인 {\displaystyle m,n\in R}가 존재한다.

## 역사
에티엔 베주가 증명하였다.

## 같이 보기
- 유클리드의 보조 정리
- 산술의 기본 정리